# 埼玉県道155号さいたま武蔵丘陵森林公園自転車道線

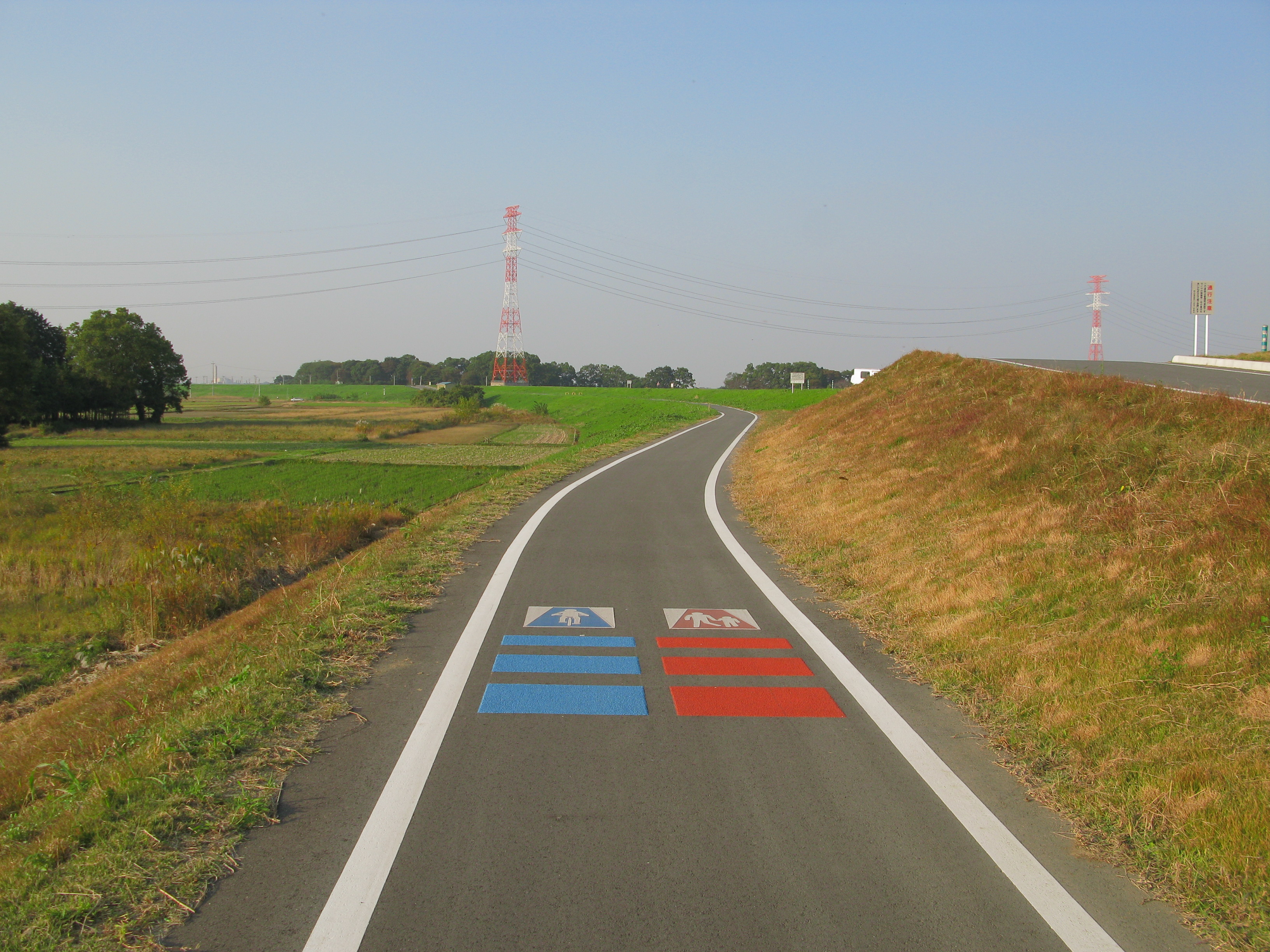
川島町三保谷宿地区（2011年11月）青は自転車、赤は歩行者を示す

埼玉県道155号さいたま武蔵丘陵森林公園自転車道線（さいたまけんどう155ごう さいたまむさしきゅうりょうしんりんこうえんじてんしゃどうせん）はさいたま市浦和区にあるJR北浦和駅西口の国道17号から、荒川沿いを通り、埼玉県比企郡滑川町などにある武蔵丘陵森林公園までの45.6kmの県道（自転車歩行者専用道路）である。

## 概要
起点から羽根倉橋までは、国道463号（浦和所沢バイパス）に並走する、街路樹のある狭い歩道（自転車歩行者道）であり、自転車は徐行が義務付けられている。羽根倉橋の直前で国道463号から別れて荒川沿いに上流へ向かう独立した自転車歩行者専用道路となり、一般的に荒川自転車道または荒川サイクリングロード（コース）と呼ばれ、多くの人がサイクリングを楽しんでいる。羽根倉橋から下流側の河口までの荒川沿いの緊急用河川敷道路をもサイクリングロードと呼ぶ人もいるが、これらはサイクリングロードとしては位置づけられておらず、笹目橋より下流側では、荒川下流河川事務所により「自転車はいつでも止まれるスピードで走行すること（目安として時速20km以下）」と定められている。
上江橋から荒川の右岸側に渡るが、対岸（左岸側）を県央ふれあいんぐロードが平行する。埼玉県川越市大字下老袋の入間大橋で狭山市にある豊水橋へ向かう入間川自転車道と分岐する。
また、埼玉県比企郡川島町大字松永で東松山市にある埼玉県こども動物自然公園へ向かう比企自転車道が分岐している。
大芦橋から終点までは、埼玉県道307号福田鴻巣線の歩道を自転車歩行者道として整備された区間を通行する。途中、国道407号と交差する東平北交差点付近に自転車歩行者道の未整備区間があり、路側帯を通行しなければならない箇所がある。

## 通過する自治体
- 埼玉県 
  - さいたま市浦和区
  - さいたま市中央区
  - さいたま市桜区
  - さいたま市西区
  - 川越市
  - 比企郡川島町
  - 比企郡吉見町
  - 熊谷市
  - 東松山市
  - 比企郡滑川町